# Vlampunt

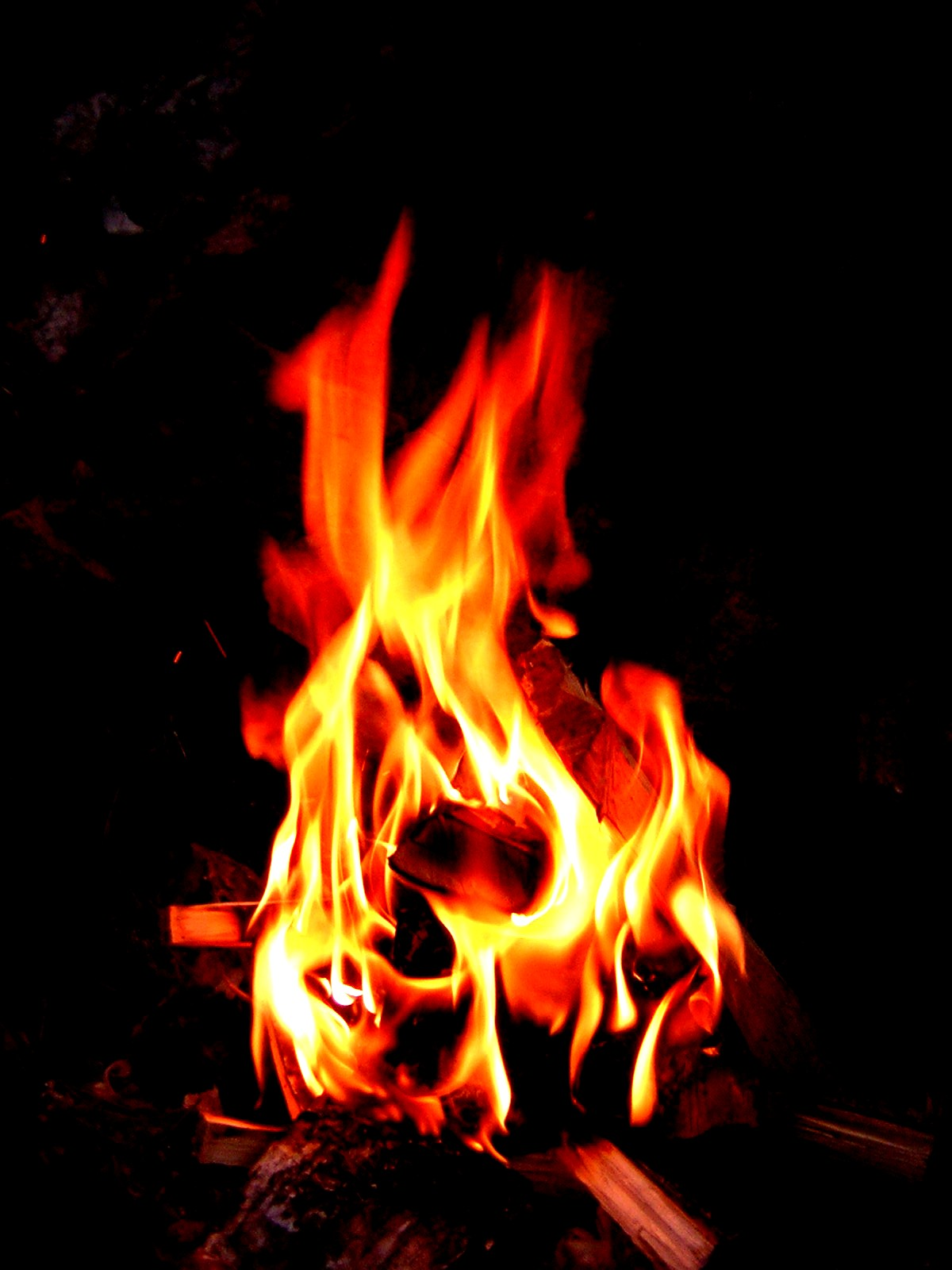
Verbranding van een stof.

Het vlampunt van een chemische stof is de laagste temperatuur waarbij de stof nog genoeg damp afgeeft om tot ontbranding te kunnen komen wanneer hij in contact komt met een ontstekingsbron.
Het vlampunt moet niet worden verward met de zelfontbrandingstemperatuur. Dat is de temperatuur waarbij een damp/lucht-mengsel spontaan tot ontbranding komt.
Het vlampunt is kenmerkend voor de kans dat er door een vonk of een gloeiend voorwerp brand ontstaat.

## Voorbeelden
Ether heeft bijvoorbeeld een vlampunt van -40 °C. Zelfs als het in een koelkast wordt bewaard, kan er voldoende damp vrijkomen om een explosie te veroorzaken. De damp kan tot explosieve verbranding komen door een vonk van de schakelaar die het lampje aan- en uitschakelt. Ether wordt daarom in een explosieveilige koelkast bewaard, waarin alle elektrische onderdelen afgeschermd zijn.
| Brandstof     | Vlampunt °C | Zelfontbrandingstemperatuur °C |
| ------------- | ----------- | ------------------------------ |
| Benzine       | -43         | 280                            |
| Di-ethylether | -40         | 175                            |
| Aceton        | -19         |                                |
| Methanol      | 11          |                                |
| Ethanol (70%) | 16.6        | 363                            |
| Kerosine      | >38–72      | 220                            |
| Diesel        | >52         | 256                            |
| Biodiesel     | 130         |                                |
| Ammoniak      | 132         |                                |
| Koolzaadolie  | 327         | 424                            |

Dieselolie heeft een hoger vlampunt dan benzine, en is daardoor minder gevaarlijk. Dat verschil is des te belangrijker als de ventilatiemogelijkheden beperkt zijn, zoals bij inbouwmotoren in motorjachten.

## Fysisch-chemische achtergrond
Twee fysisch chemische aspecten spelen een rol:

### Verdampingssnelheid en Verbrandingssnelheid
Verbranding boven een vloeistof is alleen mogelijk in de gas- of dampfase. Door de verbranding zal de hoeveelheid brandbare damp afnemen en uiteindelijk nul zijn. De verbranding stopt dan. Om de verbranding door te laten gaan, moeten de verbrande moleculen aangevuld worden door de vloeistof. De verdampingssnelheid van de vloeistof zal dus minimaal zo groot moeten zijn als de verbrandingssnelheid. Met stijgende temperatuur zal de verdampingssnelheid toenemen, en op zeker moment, het vlampunt, gelijk aan de verbrandingssnelheid zijn. Wordt de vloeistof nog warmer dan zal de verbranding steeds heviger worden.

### Verbrandingsvoortgang
Bij het vlampunt is het mogelijk de verbranding van de damp boven de vloeistof in stand te houden (zie boven).
Om het voorbeeld minder abstract te maken staat hieronder de verbrandingsreactie van methanol. De beschreven processen gelden voor elke verbranding. Bij de verbranding komt energie vrij, de reactie is exotherm, maar eerst moet de activeringsenergie geleverd worden (ΔHactivering).
{\displaystyle \mathrm {2\ CH_{3}OH\ +\ 3\ O_{2}\ +\Delta H_{activering}\longrightarrow \ 2\ CO_{2}\ +\ 4\ H_{2}O\ +\Delta H_{activering}\ +\Delta H_{reactie}} }
Om de verbranding in stand te houden is het nodig dat elk methanolmolecuul dat verbrand wordt, minstens één volgend molecuul "aansteekt", daar de activeringsenergie voor levert. Een deel van energie die vrijkomt bij de verbranding van het eerste methanolmolecuul vormt de activeringsenergie van het tweede molecuul. De reactie-energie komt in de vorm van kinetische (=warmte), rotatie- en vibratie-energie terecht in de reactieproducten kooldioxide en water. Tijdens de botsing tussen een energiedragend kooldioxide- of watermolecuul en een methanolmolecuul wordt de energie overgebracht op het methanolmolecuul, dat vervolgens voldoende activeringsenergie gekregen heeft om zelf te reageren.
Omdat moleculen door botsingen steeds hun onderlinge energie uitwisselen moet de activeringsenergie eigenlijk in één keer geleverd worden. Een methanolmolecuul kan niet een gedeelte van de activeringsenergie "bewaren" tot een volgende botsing het totaal van de energie boven de activeringsenergie uittilt. Als er veel luchtmoleculen aanwezig zijn zullen energierijke kooldioxide- en watermoleculen hun energie voor een deel kwijtraken bij botsingen met die moleculen. Er is niet meer voldoende energie aanwezig om een nieuw methanolmolecuul "aan te steken" en de verbranding stopt. Het mengsel bevindt zich nog beneden zijn vlampunt. Door óf de temperatuur te verhogen (waardoor er meer methanolmoleculen in het damp/luchtmengsel komen en dus de verhouding methanol/lucht stijgt) óf de luchtdruk te verlagen (waardoor er minder luchtmoleculen in het damp/luchtmengsel komen en dus de verhouding methanol/lucht ook stijgt) wordt verbranding, en daarmee vlampuntcondities, mogelijk.

## Luchtdruk
Bovenstaande vlampuntenwaarden hebben betrekking op metingen op of nabij zeeniveau. Als de luchtdruk veel lager is, wordt het vlampunt ook lager.

### Ongeluk
Dit feit is de oorzaak van een ongeluk waarbij een passagiersvliegtuig is neergestort (zie TWA-vlucht 800). Voor een relatief korte vlucht werd geen gebruik gemaakt van de grote vleugeltank van het passagiersvliegtuig. Tanks voor kerosine zijn voorzien van elektronische detectoren. De bekabeling van die detectoren had bij het desbetreffende vliegtuig kortsluiting gemaakt met het hoogspanningsgedeelte van de vliegtuiginstallatie. In de tank bevond zich nog een beetje kerosine, ongeveer 160 liter. Dat is bijna niets in vergelijking met het totale volume van de tank. Dit was speciaal ontwikkelde kerosine met een hoog vlampunt. Om overdruk in de tank te voorkomen tijdens het opstijgen (de buitenluchtdruk daalt) is de tank voorzien van ventielen. Tijdens de wachttijd op het vliegveld is een deel van de kerosine verdampt in overeenstemming met de dampspanning die bij de temperatuur hoort. Via het overdrukventiel werd de extra druk geneutraliseerd. In de tank was een damp/lucht-mengsel aanwezig dat beslist nog niet aan de vlampuntvoorwaarde voldeed.
Tijdens het opstijgen daalt de buitenluchtdruk, waardoor weer via het overdrukventiel de druk in de tank in overeenstemming met de buitendruk gebracht wordt. Hierbij wordt zowel damp als lucht uit de tank gelaten, waardoor de partiële dampdruk van de kerosine daalt onder de waarde die bij de temperatuur hoort. Uit de nog aanwezige vloeibare kerosine wordt het tekort aan partiële dampdruk aangevuld. Eventueel wordt de daardoor ontstane overdruk weer via het ventiel geneutraliseerd, waarbij opnieuw een hoeveelheid damp/lucht-mengsel uit de tank gaat. Het gevolg is dat de verhouding damp/lucht steeds groter wordt en uiteindelijk de voorwaarde voor het vlampunt overschrijdt.
De op een te hoge spanning werkende kerosinedetector, die daardoor vonken gaf, werd het vliegtuig uiteindelijk fataal.

## Het meten van het vlampunt
Vlampunten worden experimenteel bepaald door de vloeistof in een vat (beker) te verwarmen en dan een kleine vlam of vonk net boven het vloeistofoppervlak te brengen. De temperatuur waarbij een flash/ontsteking optreedt, wordt genoteerd als het vlampunt.
Het is duidelijk dat hetzelfde oplosmiddel verschillende absolute resultaten zal geven, en verschillende resultaten ten opzichte van een ander oplosmiddel, als het getest wordt in een open vat of een tester met een gesloten vat. De methode met de gesloten vat voorkomt dat dampen ontsnappen. De tester met open vaten daarentegen verliest de meest vluchtige componenten. Daarom zijn de vlampunten in open vaten hoger dan die voor hetzelfde oplosmiddel gemeten in de gesloten tester. Als er meerdere waarden beschikbaar zijn, wordt meestal de laagste temperatuur genomen om een veilige werking van het proces te garanderen.
Daar waar vroeger het meten van vlampunten niet zonder risico was door het grotere volume aan vloeistof en een open vlam bestaan er nu technieken die volledig veilig en geautomatiseerd werken met slechts 1 ml aan vloeistof. Daarbij is de nauwkeurigheid en reproduceerbaarheid ook nog eens beter.  

## Gevarenklassen
Ten behoeve van de veiligheidsvoorschriften voor opslag en transport van chemische stoffen, worden vluchtige brandbare stoffen in K-klassen ingedeeld, aan de hand van het vlampunt. Er zijn officieel drie soorten K-klassen, te weten, K1, K2 en K3. Daarnaast zijn er ook nog twee officieuze K-klassen, te weten, K0 en K4.

### K1
Hieronder vallen de gassen/vloeistoffen met een vlampunt van minder dan 23 °C. Deze stoffen kunnen al bij een temperatuur onder kamertemperatuur voldoende damp afgeven om tot ontbranding te kunnen komen.

### K2
Hieronder vallen de gassen/vloeistoffen die een vlampunt hebben van 23 - 55 °C. Deze stoffen kunnen in een warme omgeving voldoende damp afgeven om tot ontsteking te kunnen komen.

### K3
Hieronder vallen de gassen/vloeistoffen met een vlampunt van 55 - 100 °C.

### Officieuze K-klassen

#### K0
Vloeibare stoffen en preparaten met een vlampunt lager dan 0 °C en een kookpunt (of het begin van een kooktraject) gelijk aan of lager dan 35 °C.
Zie ook: Gevarenklasse

#### K4
Vloeibare stoffen en preparaten met een vlampunt hoger dan 100 °C.